# Borioli
Cette page présente le nom de famille Borioli ainsi que ses variantes.
 (septembre 2009).
Si vous disposez d'ouvrages ou d'articles de référence ou si vous connaissez des sites web de qualité traitant du thème abordé ici, merci de compléter l'article en donnant les références utiles à sa vérifiabilité et en les liant à la section « Notes et références ».
Borioli est un patronyme italien.

## Occurrence
Le patronyme Borioli se trouve au Tessin et en Lombardie.

## Étymologie
La terminaison -oli est manifestement un diminutif.
La forme simple Borio est très répandue au Piémont, accompagnée de quelques Bori. Mais pour le reste, l'étymologie de ces noms flotte dans un brouillard épais.
Borioli pourrait être un dérivé de substantif boria, qui désigne l'orgueil. On trouve d'ailleurs des Boria en Lombardie et en Italie centrale. Le nom serait donc à l'origine un surnom donné à un individu hautain.
D'autres postulent une parenté avec le terme borie qui, dans le sud-ouest de la France, évoque une ferme isolée et a donné les patronymes Bory et Laborie. Mais le provençal - qui a influencé l'italien - ne semble pas connaître ce terme, qu'il remplace par mas ou bastido.
Enfin, Borio pourrait être une forme tronquée de l'ancien prénom Liborio, en français Liboire, porté par un évêque du Mans du IVe siècle. Les dynasties médiévales de l'Anjou ont dominé l'Italie du Sud et importé ce nom. Mais le fait que les Borio ne sont présents qu'au Nord semble écarter cette hypothèse.

## Variante
On trouve la variante Borio.

## Personnalités
- Alina Borioli (1887-1965), écrivain et poète suisse de langue italienne.